# Motława
Motława (en alemany: Mottlau) és un riu de Pomerania de l'Est a Polònia. La font es troba al llac Szpęgawske al nord-est de Starogard Gdański. Passa pel llac Rokickie a Leniwka. La longitud total del riu s'estima en 68 km, amb una àrea de 1511.3 km².
La ciutat de Gdańsk està situada a la seva desembocadura al Leniwka. A Gdańsk, el transbordador Motława creua el riu, un servei que funciona des de l'any 1687.
El nom polonès Motława deriva de l'antic prussià. En alemany el riu és conegut com a Mottlau.
Una teoria comuna per a l'etimologia de les ciutats Gdańsk i Gdynia és que van ser nomenades després d'un nom antic polonès i caixubi per al riu Gdania.